# Деца расту ноћу
„Деца расту ноћу“ је југословенски ТВ филм из 1976. године. Режирао га је Славољуб Стефановић Раваси, а сценарио је писао Миленко Вучетић.

## Улоге
| Глумац              | Улога             |
| ------------------- | ----------------- |
| Радош Бајић         | Богдан            |
| Ђорђе Јелисић       | Сретен            |
| Љиљана Крстић       | Сретенова супруга |
| Предраг Лаковић     | Богољуб           |
| Слободанка Марковић | Каћа              |
| Радмила Радовановић | Славица           |
| Михајло Викторовић  | Милић             |
| Ранко Ковачевић     | Конобар           |
| Михајло Викторовић  | кондуктер 1       |
| Ђорђе Пура          | Кондуктер 2       |
| Иван Јонаш          | Возач аутобуса    |